# Arctostaphylos patula
Espèce
Classification phylogénétique
L’Arctostaphyle à feuilles vertes (Arctostaphylos patula) est une espèce de plante à fleurs de la famille des Ericaceae. C'est un arbuste présent dans la partie occidentale de l’Amérique du Nord.

## Habitat
Arctostaphylos patula est présent dans la partie occidentale de l’Amérique du Nord de la Californie à l’État de Washington en passant par l’Oregon. Il est aussi présent dans les États du Montana, de l’Utah, du Colorado, du Nouveau-Mexique, de l’Arizona et du Nevada. Elle est ainsi présente dans des zones montagneuses de moyennes et de hautes altitudes recouvertes par des forêts de conifères.

## Description
L’arbuste atteint une taille comprise entre 1 et 2 mètres. Ses branches ont une coloration brun-rougeâtre. Elles paraissent brillantes car la plante produit une sécrétion. Les feuilles sont de forme ovale à presque ronde, fines et brillantes. Elles font 6 cm de long pour 4 cm de large au maximum. Les fleurs sont de coloration blanche à rose en forme de clochettes. Elle possède cinq petits lobes au niveau de l’ouverture de la corolle. Les fruits sont des drupes de couleur brun foncé d’un centimètre de large. Chaque fruit contient jusque 5 graines. Les graines ont besoin de subir la chaleur d’un incendie suivi de conditions froides pour pouvoir germer. Pour attendre ce moment, elles peuvent survivre durant des centaines d’années dans le sol. Dans certaines zones, les plantes disposent de lignotubers qui permettent à la plante de faire des rejets sans passer par les graines